# The Miceteeth
THE MICETEETH（ザ・マイスティース）は、日本のスカバンド。主な略称は「マイス」もしくは「マイティー」。日本語詞による歌ものを中心としたオリジナルスカバンド。結成当初より一貫してライヴ、音源制作を自主的に行なっている。1999年大学在学中に結成。2001年自主レーベルtentosen設立。2009年解散。2011年一日限定で再結成。2014年活動再開。自主レーベルMASTER THRONE（マスタースローン）を設立して活動している。

## メンバー
- 金澤義（かなざわ ただし、1978年5月22日 - ）

ドラムを担当。リーダー。"TDC"としてのソロプロジェクトの他に音楽ユニット"PALILLOS REDONDOS"、"MORIZON"、"Philharmonic Reggae Session"のメンバーとしても活動。
- 次松 大助（つぎまつ たいすけ、1979年9月13日 - ）

ボーカルを担当。ソロ・プロジェクト「箱」としても活動bounce誌上において、「踏切次第」を連載。(2009/05/14　第40回をもって終了)。個人名義で音楽活動を継続。
- 藤井 学（ふじい まなぶ、1979年3月18日 - ）

キーボードを担当。"藤井学バンド"、"THE PARTY BROTHERS"のメンバーとしても活動。
- 森寺 啓介（もりてら けいすけ、1974年5月16日 - ）

ギターを担当。ソロ・プロジェクト"Morry Taylor"、"Philharmonic Reggae Session"のメンバーとしても活動。

## サポートメンバー
- 武井努（サックス）
- 前田大輔（トロンボーン）
- 寺田啓彦（トランペット）
- 長山動丸（トランペット）
- 金川凡洋（ベース）
- 鈴木健二（サックス）
- 山内淳史（トロンボーン）
- 岡田康孝（ベース）

## ディスコグラフィ

### シングル
- いくつかの春の光 （2003年3月25日）
- one small humming to big pining （夜明けの小舟）（2003年6月25日）
- 霧の中 （2004年6月2日）
- Sleep on Steps （2005年5月25日）
- シュガープールでつかまえて （2006年7月5日）
- Tomorrow more than words （2007年9月5日）

### アナログシングル
| 発売日        | タイトル                                               | 規格品番 |
| ------------- | ------------------------------------------------------ | -------- |
| 2002年5月25日 | OLDMAN SILENCE                                         | TTS-001  |
| 2002年5月25日 | ゴメンネベティ                                         | TTS-002  |
| 2003年3月25日 | いくつかの春の光                                       | TTS-004  |
| 2003年9月25日 | one small hamming to big pining:夜明けの小舟           | PLP-6929 |
| 2023年4月22日 | Dance on the Road / 322 Flames(from STUDIO TENTO ver.) | MT-009   |

### 配信限定シングル
| 発売日         | タイトル          | レーベル      |
| -------------- | ----------------- | ------------- |
| 2022年11月26日 | 屋根の上のピーナ  | MASTER THRONE |
| 2022年12月11日 | KILLER KHAN       | MASTER THRONE |
| 2023年3月14日  | Snowman Footprint | MASTER THRONE |

### ミニアルバム
- CONSTANT MUSIC （2002年10月10日）
- ネモ （2003年12月10日）
- GREETING CD （2015年2月21日）
- COSMOS EP （2016年2月23日）

### フルアルバム
- MEETING （2003年8月6日）
- Baby （2004年7月7日）
- from RAINBOW TOWN （2005年6月15日）
- CONSTANT MUSIC 2 （2006年8月23日）
- 07 （2007年10月3日）

### DVD
- Babyish DVD （2004年12月17日）
- DVD from RAINBOW TOWN （2006年7月7日）

## 参加作品
- 蒼碧緋

Various Artists 『Big Shot〜japanese ska&Rock steady band Convention』（2003年2月5日）に収録
- なんてったの / THE MICETEETH feat. HAKASE-SUN

フィッシュマンズトリビュート・アルバム 『SWEET DREAMS for fishmans』（2004年4月21日）に収録
- SHANTY SHANTI I
- A PERFECT DAY FOR CAT'S CRADLE feat. 次松大助 (The Miceteeth) / HAKASE-SUN

HAKASE-SUN 『SHANTY REGGAE MAGIC』（2004年6月23日） に収録
- THE AGE OF NOT BELIEVING

ディズニートリビュート・アルバム 『MOSH PIT ON DISNEY』（2004年7月28日）に収録
- Don't Get Me Wrong -with The Miceteeth / BONNIE PINK

BONNIE PINK 『REMINISCENCE』（2005年6月22日）に収録
- 恋はメレンゲ

大瀧詠一トリビュート・アルバム 『Niagara Spring 〜Niagara Cover Special〜』（2006年5月17日）に収録
- QUANDO QUANDO

Various Artists 『JAPA-RICO〜RICO RODRIGUEZ MEETS JAPAN』（2006年6月28日）に収録
- Waiting In Vain / 箱

ボブ・マーリートリビュート・アルバム 『JOINT FOR BOB MARLEY』（2007年1月17日） に収録
- Fine Or Faint (feat. 次松大助 from THE MICETEETH) / HAKASE-SUN

HAKASE-SUN 『Le Ciel Bleu』（2007年5月30日）に収録
- Classic for Reggae Lovers / Philharmonic Reggae Session （2007年7月11日）

## タイアップ
| 曲名                           | タイアップ                                                                               |
| ------------------------------ | ---------------------------------------------------------------------------------------- |
| 「-ネモ-」                     | 2003年12月度「COUNT DOWN TV」オープニングテーマ 日本テレビ「サバコン」オープニングテーマ |
| 「カノジョトダンス」           | キューピー「パスタのためのオイルソース」CMソング                                         |
| 「レモンの花が咲いていた」     | テレビ「生き残り恋愛バトル サバコン」エンディングテーマ                                  |
| 「シュガープールでつかまえて」 | フジテレビ「ベリーベリーサタデー！」テーマソング                                         |
| 「Tomorrow more than words」   | KTV「ミュージャック」オープニングテーマ                                                  |